# Iwan David Herstatt
Iwan David Herstatt (* 16. Dezember 1913 in Köln; † 9. Juni 1995 ebenda) war ein deutscher Bankier und Gründer der ehemaligen Kölner Herstatt-Bank.

## Familie und Ausbildung
Iwan David Herstatt entstammte einer unternehmerisch tätigen Familie, die sich seit dem Jahr 1727 in Köln nachweisen lässt. Seit 1782 betrieb sie dort das Bankhaus I. D. Herstatt. Nach dem frühen Tod von Friedrich Johann David Herstatt (1831–1888), der es in vierter Generation leitete, musste die Bank jedoch 1888 mangels eines geeigneten Nachfolgers an das Bankhaus J. H. Stein verkauft werden, das die Bankgeschäfte übernahm und die Firma liquidierte. Iwan David Herstatts Vater Johann David Herstatt (* 27. März 1887 in Köln; † 4. November 1955 ebenda) war zu diesem Zeitpunkt ein Jahr alt. Er heiratete im Januar 1913 Clara Schnitzler (* 18. August 1893 in Köln; † 4. Dezember 1981 ebenda), die Mutter des späteren Bankiers.
Iwan David Herstatts Eltern zogen mit ihrem Sohn 1923 in eine von Paul Bonatz entworfene Villa in der Goethestraße in der Villenkolonie Köln-Marienburg. Herstatt machte sein Abitur 1931 am Kölner Gymnasium Kreuzgasse. Danach begann er eine Lehre bei der Deutsche Bank AG, die ihn 1940 zum Leiter der Kreditabteilung der von der Bank erworbenen Crédit Industriel d’Alsace-Lorraine in Metz im besetzten Frankreich beförderte, wo er bis 1944 blieb. Zwischen 1944 und 1950 ließ er sich beurlauben und sammelte nach Kriegsende Erfahrungen als Referent bei der hessischen Bankenaufsicht in Wiesbaden.
Am 22. Januar 1948 heiratete er dort Ilse Gerstenberg, mit der er vier Kinder hat. Seine Tochter Claudia Herstatt (1948–2012) war eine bekannte Kunstkritikerin, sein Sohn Johann David Herstatt (* 21. Dezember 1952) ist promovierter Betriebswirt und Cornelius Herstatt (* 1959) Innovationsforscher. 1950 kehrte die Familie nach Köln zurück. Hier übernahm Herstatt als angestellter Manager die Leitung der im März 1950 gegründeten Filiale der Bank für Gemeinwirtschaft.

## Tätigkeit als Bankier
1955 bot sich Herstatt die Möglichkeit der Eröffnung einer eigenen Bank, als das unbedeutende Kölner Bankhaus Hocker & Co. (Bilanzsumme: 52 Millionen DM) nach dem Tod des Inhabers Hans Hocker († 22. April 1954) zum Verkauf stand. Es war 1938 durch „Arisierung“ aus dem jüdischen Bankhaus Sternfeld & Tiefenthal hervorgegangen. Herstatt erwarb am 2. Juni 1955 mit finanzieller Unterstützung durch seinen Jugendfreund, den Versicherungsunternehmer Hans Gerling, sowie den Schweizer Werkzeugmaschinenfabrikanten Emil Bührle (Oerlikon-Bührle) das Bankhaus mit einem Gründungskapital von fünf Millionen DM. Am 10. Dezember 1955 wurde das Bankhaus in I. D. Herstatt KGaA umfirmiert. Hinter der für eine Bank seltenen Rechtsform verbarg sich Hans Gerling mit der Einlage von fünf Millionen DM als Kommanditist (81,4 %; der Rest lag bei Tochtergesellschaften des Gerling-Konzerns) und Iwan David Herstatt als persönlich haftender Gesellschafter. Der Geschäftsbetrieb wurde am 2. Januar 1956 in den bisherigen Geschäftsräumen des Bankhauses Hocker & Co. (Köln, Unter Sachsenhausen 29–31) mit 15 Beschäftigten aufgenommen. Im Mai 1957 zog das Bankhaus – mit inzwischen 70 Beschäftigten – in ein neu errichtetes U-förmiges Gebäude an der Kölner Bankenmeile, Unter Sachsenhausen 6 um, auf dem Grundstück des im Krieg zerstörten Schaafhausen’schen Bankvereins. Herstatts expansive Geschäftspolitik führte zu einem rasanten Wachstum seiner Bank. Betrug die Bilanzsumme im Jahr 1956 noch 72 Millionen DM, so lag sie 1958 bei 171 Millionen, 1961 bei 466 Millionen, um schließlich 1973 auf zwei Milliarden DM anzusteigen. Die Zahl der Beschäftigten wuchs von 15 (1955) auf 850 (1971). Doch die Gewinne aus dem klassischen Bankgeschäft schrumpften.
Als neues Gewinnpotenzial identifizierte man die aus der Freigabe der Wechselkurse am 10. Mai 1971 resultierenden Devisenkursschwankungen, die sich nicht mehr innerhalb von relativ engen Wechselkursbandbreiten bewegten, sondern von den Zentralbanken fast vollständig dem Markt überlassen wurden. Da das Kundengeschäft hierfür nicht ausreichte, wurde der Devisenhandel überwiegend als Eigenhandel betrieben. Auch andere Banken hatten weltweit hierin Gewinnmöglichkeiten erblickt. Entscheidend war bei der Devisenspekulation die Einschätzung der künftigen Kursentwicklung des US-Dollars und anderer wichtiger Währungen.

## Insolvenz der Herstatt-Bank
Wie wichtig der Devisenhandel für die Herstatt-Bank war, zeigen die Ergebnisse aus dem letzten vollständigen Geschäftsjahr 1973. Hier wurde ein operativer Verlust von 14 Millionen DM erwirtschaftet, der sich durch die Gewinne aus Eigengeschäften im Devisenhandel von 48 Millionen DM in einen Jahresüberschuss von 34 Millionen DM verwandelte.
Ende 1973 hatte der Jahresabschluss der Bank von den Wirtschaftsprüfern ein uneingeschränktes Testat erhalten, wonach sich der Jahresabschluss in Einklang mit den Gesetzen befand. Ein Sondergutachten vom 11. März 1974 unter besonderer Berücksichtigung des Devisen- und Edelmetallhandels kam zu dem Schluss, dass aufgrund eines erheblichen Gewinnsaldos aus diesen Geschäften zum Jahresende 1973 und der Abwicklungen aus Januar und Februar 1974 Rückstellungen für drohende Verluste nicht erforderlich seien und den Geschäftsunterlagen keine Anhaltspunkte für eine „Schieflage“ zu entnehmen gewesen wären. Die getätigten Devisentermingeschäfte erreichten Anfang 1974 ein Volumen von 8 Milliarden DM, so dass eine Kursschwankung von 1 % einen Gewinn oder Verlust von 80 Millionen DM bedeutete. Das Volumen der offenen Termingeschäfte erreichte das 103fache des Eigenkapitals und stand damit in keinem vertretbaren Verhältnis zum Eigenkapital mehr. Grund war, dass der Kurs des US-Dollars seit Januar 1974 stetig fiel, während die Devisenhandelsabteilung unter ihrem Leiter Dany Dattel mit einem steigenden Dollarkurs gerechnet hatte. Das bedeutete, dass die Devisen-Glattstellungen bei jeweiliger Fälligkeit teurer eingedeckt werden mussten als man sie zuvor erworben hatte. Am 18. März 1974 verbuchte der Devisenhandel einen Verlust von 250 Millionen DM, der am 16. Juni 1974 bereits auf 470 Millionen angewachsen war.
Am 11. Juni 1974 teilte Herstatt den Kommanditisten mit, dass sich bei einer bankinternen Prüfung zum 31. Mai 1974 bei den Devisentermingeschäften ein Verlust in Höhe von etwa 64 Mio. DM ergeben habe, wodurch 89 Prozent des Eigenkapitals aufgezehrt worden seien. Am 16. Juni 1974 unterrichteten Herstatt und der Generalbevollmächtigte Graf von der Goltz die Kommanditisten davon, dass sich der Verlust zwischen 450 und 520 Mio. DM bewege. Am 23. Juni 1974 erörterten Herstatt-Aufsichtsrat und Gerling-Finanzchef Anton Weiler, der Präsident der Deutschen Bundesbank und der Vorsitzende des Präsidiums des Aufsichtsrats des Gerling-Konzerns die Frage einer Rettung der Herstatt-Bank. Weitere Gespräche am 26. Juni 1974 mit den Großbanken Deutsche Bank, Dresdner Bank und Commerzbank über eine mögliche Rettung der Herstatt-Bank endeten erfolglos. Noch am 26. Juni 1974 nahm das Bundesaufsichtsamt die der Herstatt-Bank erteilte Erlaubnis zum Betreiben von Bankgeschäften (Banklizenz) nach § 35 Abs. 2 Nr. 4 KWG zurück; es ordnete die Abwicklung der Gesellschaft an und gab ihr auf, sofort bis auf weiteres ihre Schalter zu schließen und ihre Zahlungen einzustellen.

## Juristische Aufarbeitung
Iwan David Herstatt war als persönlich haftender Gesellschafter kraft Gesetzes (§ 164 HGB) gleichzeitig Bankvorstand, der die Bankgeschäfte führt und zu überwachen hat. Aufsichtsratsvorsitzender Hans Gerling war wiederum gesetzlich dazu verpflichtet, den Bankvorstand zu überwachen. Der Konkurs der Herstatt-Bank am 26. Juni 1974 war auf exzessive Devisenspekulationen, Manipulationen im Rechnungswesen, aber auch auf fehlende bankaufsichtsrechtliche Regelungen zurückzuführen. Es konnte nie abschließend gerichtlich geklärt werden, ob und inwieweit Herstatt und Gerling ihren Kontrollpflichten nachgekommen sind.
Dem Zusammenbruch der Herstatt-Bank folgte ein am 23. März 1979 eröffneter Strafprozess vor dem Landgericht Köln, in dem Herstatt am 16. Februar 1984 zu viereinhalb Jahren Freiheitsstrafe verurteilt wurde. Das Urteil bestätigte weitgehend die Strafvorwürfe der Staatsanwaltschaft, nämlich Untreue und Beihilfe zu einem besonders schweren Bankrott. Die Staatsanwaltschaft warf Herstatt Bilanzfälschung vor, weil er als persönlich haftender Gesellschafter die Bilanz des Geschäftsjahres 1973 mit fast 20 Millionen Mark Gewinn unterschrieben habe, obwohl eigentlich ein Verlust von 440 Millionen Mark hätte ausgewiesen werden müssen. Aus der Bilanzfälschung folgte der Vorwurf der Untreue, weil aus dem angeblichen Gewinn verbotenerweise Dividenden und Tantiemen ausgeschüttet wurden und der Vorwurf des betrügerischen Bankrotts, weil Herstatt kurz vor Schließung der Bank noch verbotene Verfügungen vorgenommen haben soll. Gegen dieses Urteil legte Herstatt Revision ein, so dass er die Strafe zunächst nicht antreten musste. Im Oktober 1985 hob der BGH das Urteil gegen Herstatt auf und verwies es an das Landgericht Köln zurück. In dem erneuten Verfahren, das 1987 begann, wurde die Strafe auf zwei Jahre Haft verkürzt, die zur Bewährung ausgesetzt wurde. Im Jahr 1991 wurde Herstatt schließlich für verhandlungsunfähig erklärt, und zwar wegen des seltenen Pickwick-Syndroms; der schwer übergewichtige Bankier verfiel angeblich in Konzentrationsstörungen und wurde von Ermüdungsanfällen heimgesucht.
Bis zu seinem Tod 1995 sah sich Herstatt als Opfer eines verschwörerischen Betruges. Er glaubte, dass sein ehemaliger Abteilungsleiter des Devisenhandels, Dany Dattel, der Hauptschuldige sei, der die Schieflage verschleiert und verharmlost habe. Diese Sicht der Dinge stellte er 1992 in seinem Buch Die Vernichtung dar.

## Veröffentlichung
- Iwan David Herstatt: Die Vernichtung. Glanz und Ende des Kölner Bankhauses I. D. Herstatt oder wie ich um mein Lebenswerk betrogen wurde. Edition q, Berlin 1992, ISBN 3-928024-90-6. (PDF zum kostenlosen Download auf www.herstatt.de)